# Spot the Psycho
Spot The Psycho es el primer álbum de la banda Cornbugs, lanzado en 1999. El álbum presenta al guitarrista Buckethead a Bill "Choptop" Moseley y al baterista Pinchface.
El álbum se lanzó por voluntad de la banda y financiado por ella pero ahora esta fuera de circulación.

## Canciones
1. Choptalk – 0:21
2. Vegetable Man - 5:35
3. Lord Lawnmower - 2:54
4. Pigs Are People Too - 8:43
5. Om Frog - 0:53
6. Nature Trail - 5:00
7. Clown Smile (Death Warmed Over) - 2:53
8. Bone Apetit - 4:55
9. Chicken & A Severed Hand - 1:28
10. Chuckles - 3:00
11. Chance - 5:05
12. Zig Zag N Scream - 0:14
13. Dust N Bones - 5:01
14. Rip The Mask - 3:42
15. Own That Jimmy - 3:44
16. Box 'A Hair - 5:31
17. Tower Treasure (with Choptop Jr.) - 1:15
18. Head Wound - 1:34
19. Power & The Gory - 4:42
20. Old Bill - 4:06
21. Spot The Psycho - 3:10

## Créditos
1. Choptop - Vocalista
2. Buckethead - Guitarra
3. Pinchface - Percusión
4. Sean Weber Small - Técnico
5. Frankenseuss - Portada